# Debbie
Debbie ist ein weiblicher Vorname.

## Herkunft und Bedeutung
Der Name ist eine Kurzform des Vornamens Deborah oder Debora. Weiterhin ist er als Nebenform von Debby gebräuchlich. 

## Bekannte Namensträgerinnen

### Debbie
- Debbie Allen (* 1950), US-amerikanische Schauspielerin, Regisseurin, Tänzerin, Choreografin und Sängerin
- Debbie Armstrong (* 1963), US-amerikanische Skirennläuferin
- Debbie Bont (* 1990), niederländische Handballspielerin
- Debbie Davies (* 1952), US-amerikanische Bluesgitarristin und Sängerin
- Debbie Dunn (* 1978), US-amerikanische Leichtathletin
- Debbie Ferguson-McKenzie (* 1976), bahamaische Sprinterin und Olympiasiegerin
- Debbie Flintoff-King (* 1960), australische Hürdenläuferin und Olympiasiegerin
- Debbie Friedman (1951–2011), US-amerikanische Singer-Songwriterin und Interpretin jüdischer Liturgie
- Debbie Gibson (* 1970), US-amerikanische Popsängerin
- Debbie Harry (* 1945), US-amerikanische Rocksängerin und Schauspielerin
- Debbie Jacobs (* 1955), US-amerikanische Sängerin
- Debbie Jones-Walker (* 1985), kanadische Curlerin
- Debbie Klijn (* 1975), niederländische Handballspielerin
- Debbie Lawler (* 1952), US-amerikanische Motorrad-Stuntperformerin
- Debbie Matenopoulos (* 1975), US-amerikanische Journalistin, Talkshow-Moderatorin und Schauspielerin
- Debbie McCormick (* 1974), US-amerikanische Curlerin
- Debbie Meyer (* 1952), US-amerikanische Schwimmerin
- Debbie Mucarsel-Powell (* 1971), US-amerikanische Politikerin (Demokratische Partei)
- Debbie-Ann Parris (* 1973), jamaikanische Hürdenläuferin
- Debbie Reynolds (1932–2016), US-amerikanische Schauspielerin und Sängerin
- Debbie Schippers (* 1996), niederländisch-deutsche Popsängerin und Moderatorin
- Debbie Shapiro (* 1954), US-amerikanische Schauspielerin und Sängerin
- Debbie Stabenow (* 1950), US-amerikanische Politikerin
- Debbie Wasserman Schultz (* 1966), US-amerikanische Politikerin
- Debbie Watson (* 1949), US-amerikanische Schauspielerin
- Debbie Wiseman (* 1963), britische Filmkomponistin
- Debbie Zipp, US-amerikanische Schauspielerin

### Debbi
- Debbi Besserglick (1955–2005), israelische Schauspielerin und Synchronsprecherin
- Debbi Lawrence (* 1961), US-amerikanische Geherin
- Debbi Morgan (* 1956), US-amerikanische Schauspielerin
- Debbi Peterson (* 1961), US-amerikanische Musikerin
- Debbi Wilkes (* 1946), kanadische Eiskunstläuferin

### Debby
- Debby Applegate (* 1968), US-amerikanische Historikerin und Biografin
- Debby Boone (* 1956), US-amerikanische Sängerin und Schauspielerin
- Debby van Dooren (* 1986), deutsch-US-amerikanische Singer-Songwriterin und Voice-Over-Sprecherin
- Debby Moore (1925–2017), US-amerikanische Jazzsängerin
- Debby Ryan (* 1993), US-amerikanische Schauspielerin
- Debby Stam (* 1984), niederländische Volleyballspielerin

## Name tropischer Wirbelstürme
- Tropischer Sturm Debbie (1957), siehe Atlantische Hurrikansaison 1957
- Tropischer Sturm Debbie (1965), siehe Atlantische Hurrikansaison 1965
- Hurrikan Debbie (1969), langlebiger Hurrikan mit Schadgebiet Neufundland
- sowie (in der Schreibweise Debby) von 5 Hurrikanen.